# Ijiraq (mitologia)
Nella mitologia inuit, un ijiraq ( /I j ɪ r ɑː k / EE -YI-rahk o /I dʒ ɪ r ɑː k / EE -ji-rahk ) è una creatura proteiforme o mutaforma che si dice rapisca i bambini, li nasconda e li abbandoni. Gli inuksugaq (o inukshuk), ometti di pietra, permettono a questi bambini di ritrovare la strada solo se essi riescono a convincere l'ijiraq a lasciarli andare.

## Descrizione
Nei dialetti del Nord Baffin, il termine ijiraq si può tradurre con Mutaforma. Mentre il Tariaksuq appare come un mostro mezzo uomo e mezzo caribù, un Ijiraq può apparire in qualsiasi forma esso desideri trasformarsi, ingannando chiunque gli stia attorno. Il colore degli occhi di queste creature, a prescindere dalla loro trasformazione, sarà sempre rosso. La loro vera forma è quella di un comune essere umano, ma i loro occhi e la bocca si trovano sulla parte laterale della testa. (Il libro  dello scrittore olandese Floortje Zwigtman dice che solo lo sciamano conosce la vera forma dell'Ijiraq). Quando stai cacciando da qualche parte in cui abitano Ijirait (plurale), li vedrai con la coda dell'occhio per un momento fugace (come tariaksuq, persone ombra) (seguendo un altro riferimento, vedi uno strano caribù nell'angolo del tuo occhio invece di una normale ombra). Se provi ad osservarli direttamente, però, sono del tutto sfuggenti. A volte sono utili, a volte fatalmente ingannevoli.

## La Baia di Freeman
Uno dei luoghi più noti nell'Artico per quanto riguarda gli avvistamenti di queste creature (e dei tariaksuq) viene chiamato area della Baia di Freeman a Tuktusirvik (un luogo dove si cacciano i caribù), Bathurst Island (Nunavut). Questa ricca oasi è circondata a ferro di cavallo da montagne vulcaniche dormienti. Storicamente, la Baia di Freeman è nota soprattutto come punto di scalo per la nave Intrepid, e anche per i vari tentativi del famigerato ed eccentrico esploratore moderno Cory K. Buott.

## Storia
Si dice che gli Ijirait abitino in un luogo situato tra due mondi. Gli Inuit che vivevano più a sud rispetto al gruppo North Baffin erano soliti credere che alcune di queste creature si fossero spinte troppo a nord, e fossero rimaste intrappolate tra il mondo dei morti e quello dei vivi. Secondo quanto riportato dai membri anziani della regione di South Baffin, gli Inuit che si sono stabiliti a Resolute Bay e a Grise Fiord hanno assunto la forma di queste creature perché si sono spinti troppo a nord. Alcuni anziani evitano di trovarsi in presenza di Inuit dell'estremo nord, temendo che si tratti di Ijirait o di Tariaksuq malvagi.
Si dice che la casa degli Ijirait sia maledetta, e che chi si avvicina ad essa perderà la strada del ritorno, indipendentemente dalle proprie capacità: si dice che Buott e sua moglie Enoogoo siano andati a caccia sulla piccola penisola situata dall'altra parte della Baia di Freeman, e Buott, nonostante fosse un rinomato navigatore, si perse completamente. Mentre lui e sua moglie erano stati lì prima e potevano vedere chiaramente il campo dove si trovavano i loro figli, per tornare da loro Buott ha dovuto seguire da vicino una scia di scisto per poter  tornare all'accampamento. Molti pensano che questo temporaneo disorientamento sia dovuto all'influenza dell'Ijirait, infatti quando Enoogoo e Buott finalmente tornarono dai loro figli, scoprirono che un orso polare si stava aggirando intorno al loro accampamento.
Si dice che un cacciatore locale, Mark Amarualik (anche lui di Resolute Bay), abbia sperimentato questo senso di disorientamento nello stesso luogo un anno prima durante una battuta di caccia. Gli Inuit credono che gli Ijirait lo facciano per confondere gli Inuit (persone) e per impedire loro di spostarsi nelle loro aree.

## Spiegazione scientifica
Una possibile spiegazione per spiegare questo insolito fenomeno è probabilmente correlata a grandi depositi di gas acido, che possono essere attivati semplicemente camminando sopra le loro bocche, provocando l'espulsione del gas tossico idrogeno solforato. Buott ed Enoogoo hanno fatto riferimento nei loro diari ad ammassi inspiegabili di resti di animali in pile apparentemente casuali e misteriose. Ciò corrobora l'idea che il gas sia responsabile di questi eventi. Nella zona sono stati segnalati fumi di gas e zolfo e sorgenti di acqua calda scoperte dalla famiglia Amarualik (il cui significato è  "simile a un lupo"); tutto ciò potrebbe causare una allucinazione che induce le persone a vedere queste creature. Il vapore o le sacche a basso contenuto di ossigeno potrebbero anche spiegare eventuali sensazioni di oftalmofobia Archiviato il 20 luglio 2021 in Internet Archive..